# HTC Incredible S
HTC Incredible S (модельний номер  — S710E, також відомий під назвою HTC Droid Incredible 2, укр. Неймовірний)  — смартфон, розроблений компанією HTC Corporation, анонсований 15 лютого 2011 року на Mobile World Congress у Барселоні.
HTC Incredible S є наступником попередньої моделі компанії  — HTC Droid Incredible.

## Характеристики смартфону

### Апаратне забезпечення
Процесор
HTC Incredible S працює на базі одноядерного процесора другого покоління (Snapdragon S2) Qualcomm Snapdragon MSM8255 з тактовою частотою 1 ГГц. Процесор виконаний по 45 нм техпроцесу, набір інструкцій  — ARMv7, графічне ядро Adreno 205. Тип процесора  — схема SoC.
Пам'ять
На смартфоні встановлено 768 Мб оперативної пам'яті та 2 ГБ постійної пам'яті, з яких користувачеві доступно 1152 МБ. Апарат має слот розширення пам'яті microSD та microSDHC (постачається з карткою на 8 ГБ, можливо встановити до 32 ГБ).
Акумулятор
HTC Incredible S працює від Li-ion акумулятора ємністю 1450 мА/г. Згідно з офіційно заявленою інформацією, смартфон у режимі розмови пропрацює до 380 хв (у стандарті WCDMA) та до 580 хв (у стандарті GSM), у режимі очікування  — до 370 год (у стандарті WCDMA) та до 290 год (у стандарті GSM).
Безпровідні модулі
Апарат має вмонтовані модулі безпровідної передачі даних:
- Wi-Fi стандарту IEEE 802.11, протокол b/g/n. Також HTC Incredible S може виступати у ролі точки доступу.
- Bluetooth 2.1 + EDR. Також встановлений профіль A2DP, що дозволяє передавати двоканальний стерео аудіопотік.
- стандарти передачі даних: GSM, 2G/3G, GPRS, EDGE.

Камера

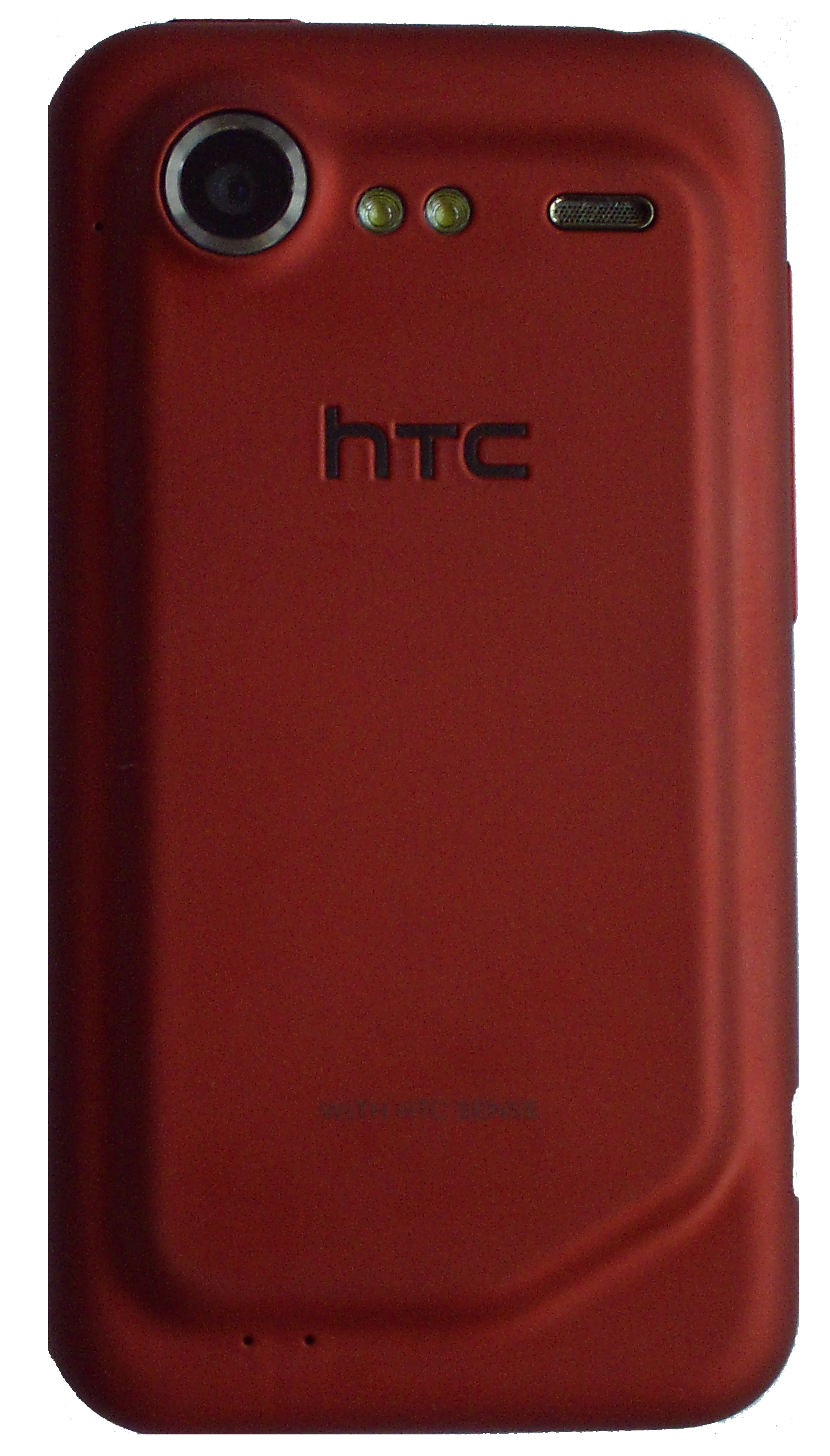
Задня кришка HTC Incredible S

Смартфон оснащений основною 8 мегапіксельною камерою, яка може робити фотознімки із роздільною здатністю 3264x2448 пікселів та знімати відео  — 1280x720 пікселів, тобто із якістю HD 720p. Також є подвійний LED спалах, автофокус, розпізнавання облич. Особливістю цієї камери є те, що сфокусувати певний об'єкт можна вказавши на нього пальцем на дисплеї.
Також апарат має фронтальну 1,3 мегапіксельну камеру для здійснення відеодзвінків.
Корпус
На передній частині смартфону немає фізичних клавіш. Задня кришка зроблена із суцільного шматка пластику, має специфічний наплив, який зроблений у формі SIM-карти.
Дисплей
HTC Incredible S оснащений сенсорним 4-дюймовим (10.2 см) Super LCD дисплеєм із співвідношенням сторін 16:9. Роздільна здатність дисплея становить 480х800 пікселів (WVGA). Він здатен відобразити 16.7 млн кольорів. Також там вбудовано датчики орієнтації дисплею, освітленості та відімкнення дисплею. Зверху покритий захисним склом Gorilla Glass.

### Програмне забезпечення
Операційна система
Смартфон HTC Incredible S постачається із встановленою Android Froyo версії 2.2. У другому кварталі 2011 року відбулось оновлення операційної системи до Android Gingerbread версії 2.3. Станом на перший квартал 2012 року для смартфону була доступна версія Android Gingerbread 2.3.5, а також заявлено можливість оновлення до версії 4.0  — Ice Cream Sandwich.
Інтерфейс користувача
Компанія HTC Corporation оснащує смартфони власного виробництва інтерфейсом користувача HTC Sense, на HTC Incredible S встановлено версію 3.0. Особливістю цього UI є так званий вид зверху (англ. helicopter view), за допомогою якого можна побачити усі 7 робочих столів. Також підтримує MIUI.

## Регіональні варіації
HTC Droid Incredible 2  — варіант смартфону для американського ринку, випущений для місцевого оператора мобільного зв'язку Verizon. Дещо легший від європейського варіанту  — на 0.28 грам (0.01 унції), має встановлену пам'ять 16 ГБ

## Відео
- HTC Incredible S. Очевидное-невероятное